# Łyżwiarstwo figurowe na Zimowych Igrzyskach Olimpijskich Młodzieży 2012
Łyżwiarstwo figurowe na Zimowych Igrzyskach Olimpijskich Młodzieży 2012 – jedna z dyscyplin rozgrywanych podczas zimowej igrzysk olimpijskich młodzieży od 14 do 21 stycznia 2012 w Olympiahalle w Innsbrucku. Zawody odbywały się w pięciu konkurencjach: solistów, solistek, par sportowych, par tanecznych oraz drużynach mieszanych NOC.

## Kwalifikacje
W Zimowych Igrzyskach Olimpijskich Młodzieży 2012 mogli wziąć udział zawodnicy urodzeni między 1 stycznia 1996 r. a 31 grudnia 1997 r. Wyjątek stanowili partnerzy w parach sportowych i tanecznych, gdyż regulamin dopuszczał zawodników urodzonych między 1 stycznia 1994 r. a 31 grudnia 1997 r.
Ogólny limit zawodników w dyscyplinie łyżwiarstwa figurowego wynosił 76 łyżwiarzy ogółem (38 mężczyzn i 38 kobiet). Narodowy komitet olimpijski (NOC) mógł zgłosić do zawodów co najwyżej po dwóch reprezentantów w każdej z konkurencji.
Konkurencja drużyn mieszanych NOC to konkurencja specjalna rozgrywana wyłącznie na zimowych igrzyskach olimpijskich młodzieży w której występują drużyny mieszane złożone z zawodników reprezentujących różne Narodowe komitety olimpijskie. Zawodnicy, którzy wzięli udział w tych zawodach zostali wyłonieni przez losowanie.

## Medaliści
| Konkurencja   | Złoto                                                               | Srebro                                                                        | Brąz                                                                     |
| Soliści       | Yan Han                                                             | Shōma Uno                                                                     | Fieodosij Jefriemienkow                                                  |
| Solistki      | Jelizawieta Tuktamyszewa                                            | Adelina Sotnikowa                                                             | Li Zijun                                                                 |
| Pary sportowe | Yu Xiaoyu / Jin Yang                                                | Lina Fiodorowa / Maksim Miroszkin                                             | Anastasija Dolidzie / Wadim Iwanow                                       |
| Pary taneczne | Anna Janowska / Siergiej Mozgow                                     | Ołeksandra Nazarowa / Maksym Nikitin                                          | Marija Simonowa / Dmitrij Dragun                                         |
| Drużynowo NOC | Team 4 TM4 Shōma Uno Jordan Bauth Eugenia Tkaczenka / Jurij Gulicki | Team 2 TM2 Jarosław Paniot Eveliina Viljanen Marija Simonowa / Dmitrij Dragun | Team 6 TM6 Alexander Lyan Park So-youn Estelle Elizabeth / Romain Le Gac |

## Klasyfikacja medalowa
| Miejsce | Państwo | złoto | srebro | brąz | Łącznie |
| ------- | ------- | ----- | ------ | ---- | ------- |
| 1.      | Rosja   | 2     | 2      | 3    | 7       |
| 2.      | Chiny   | 2     | 0      | 1    | 3       |
| 3.      | Japonia | 0     | 1      | 0    | 1       |
| 3.      | Ukraina | 0     | 1      | 0    | 1       |